# Zeki Müren
 (août 2024).
Si vous disposez d'ouvrages ou d'articles de référence ou si vous connaissez des sites web de qualité traitant du thème abordé ici, merci de compléter l'article en donnant les références utiles à sa vérifiabilité et en les liant à la section « Notes et références ».
Zeki Müren (né le 6 décembre 1931 à Bursa, mort le 24 septembre 1996 à İzmir) est un chanteur, compositeur et acteur turc. Connu pour la façon dont il arrivait à contraindre sa voix et pour son articulation précise, Müren a touché aux deux registres que sont la musique classique turque et la chanson de style « arabesk ».

## Biographie
Zeki Müren grandit à Bursa en Turquie. De 1950 à 1953, il étudie les arts décoratifs à l'Académie des Beaux-Arts d'Istanbul et entame sa carrière de chanteur. Il atteint une certaine renommée à la radio d'Istanbul quand son premier album sort en 1951. En 1955, il obtient son premier disque d'or.
Doué d'un certain talent de poète, il publie le recueil Bıldırcın Yağmuru « Pluie de cailles » en 1951. Il commence sa carrière d'acteur dans le cinéma turc où il apparait dans dix-huit films pour lesquels il signe la plupart des musiques. Bien qu'il ne se considère pas comme peintre, il s'adonne à la peinture en passe-temps. 
Müren porte des vêtements féminins, de grosses bagues ornées et utilise un maquillage marqué, notamment dans les dernières années de sa vie. L'opinion publique le déclare homosexuel bien qu'il ne fasse aucune déclaration publique à ce sujet. À plus d'un titre, il est considéré comme ayant joué un rôle de pionnier dans l'acceptation de l'homosexualité dans la société turque. De par son style distingué, il reste un artiste éminemment respecté pendant toute sa carrière, et dans un sens, ouvre la voie à l'acceptation des artistes homosexuels ou trans turcs. Après les années 1980, en raison de problèmes cardiaques et de diabète, il se retire de la scène. 
Le 24 septembre 1996, lors d'une cérémonie organisé par la chaîne de télévision TRT à Izmir, on lui remet des mains d'un ministre le symbole de son art, un micro de 4 kilos, l’émotion était si forte que Zeki Muren très affaibli décède dans les coulisses d'une attaque cardiaque. Sa mort suscite une vive émotion et des milliers de personnes assistent à ses funérailles. Le Musée d'art Zeki Müren de la ville de Bodrum, où il a vécu, a attiré plus de 200 000 visiteurs depuis son ouverture le 8 juin 2000 jusqu'en décembre 2006.

## Discographie

### Albums sortis de son vivant
- 1970 : Senede Bir Gün (Un jour par année)
- 1973 : Pırlanta 1 (diamant #1)
- 1973 : Pırlanta 2
- 1973 : Pırlanta 3
- 1973 : Pırlanta 4
- 1973 : Hatıra (Souvenir)
- 1974 : Anılarım (Mes souvenirs)
- 1975 : Mücevher (bijoux)
- 1976 : Güneşin Oğlu (Fils du soleil)
- 1979 : Nazar Boncuğu (Amulette bleu)
- 1980 : Sükse (Succès)
- 1981 : Kahır Mektubu
- 1982 : Eskimeyen Dost (Un ami toujours d'actualité)
- 1984 : Hayat Öpücüğü (soufle de vie)
- 1985 : Masal (Conte)
- 1986 : Helal Olsun (Bravo)
- 1987 : Aşk Kurbanı (victime de l'amour)
- 1988 : Gözlerin Doğuyor Gecelerime'tes yeuxilluminentmes nuits'
- 1989 : Ayrıldık İşte (Nous voilà séparés)
- 1989 : Karanlıklar Güneşi (Soleil des ténèbres)
- 1989 : Zirvedeki Şarkılar (Chansons au sommet)
- 1989 : Dilek Çeşmesi (La source aux vœux)
- 1990 : Bir Tatlı Tebessüm (Un tendre sourire)
- 1991 : Doruktaki Nağmeler (Mélodies au sommet)
- 1992 : Sorma (Ne me demande pas)

### Albums posthumes
- 2000 : Duo avec Muazzez Abacı (en)
- 2005 : Selahattin Pınar Şarkıları
- 2005 : Sadettin Kaynak Şarkıları
- 2005 : Zeki Müren: 1955-1963 Kayıtları
- 2006 : Batmayan Güneş (Soleil éternel)

Il existe douze autres albums attribués à Zeki Müren, publiés durant la période 1968-1974 par Grafson Plak.

## Filmographie
- 1953 : Beklenen Şarkı (La chanson espérée)
- 1955 : Son Beste (Dernière œuvre)
- 1956 : Katibim
- 1957 : Berduş (Le vagabond)
- 1958 : Altın Kafes (Une cage dorée)
- 1959 : Kırık Plak (Le disque brisé)
- 1959 : Gurbet (Mal du pays)
- 1961 : Aşk Hırsızı (Voleur de l'amour)
- 1962 : Hayat Bazen Tatlıdır (Parfois la vie est belle)
- 1963 : Bahçevan (Le jardinier)
- 1964 : İstanbul Kaldırımları (Les trottoirs d'Istanbul)
- 1965 : Hep O Şarkı (Toujours la même chanson)
- 1966 : Düğün Gecesi (Nuit de noce)
- 1967 : Hindistan Cevizi (Noix de coco)
- 1968 : Katip (Secrétaire particulier)
- 1969 : Kalbimin Sahibi (Mon cœur est à toi)
- 1969 : İnleyen Nağmeler (Mélodies tristes)
- 1970 : Aşktan da Üstün (Plus fort que l'amour)
- 1971 : Rüya Gibi (Comme un rêve)